# Круле-Малі
Круле-Малі (пол. Króle Małe) — село в Польщі, у гміні Анджеєво Островського повіту Мазовецького воєводства.
Населення — 138 осіб (2011).
У 1975-1998 роках село належало до Ломжинського воєводства.

## Демографія
Демографічна структура станом на 31 березня 2011 року:
|          | Загалом | Допрацездатний вік | Працездатний вік | Постпрацездатний вік |
| -------- | ------- | ------------------ | ---------------- | -------------------- |
| Чоловіки | 71      | 19                 | 43               | 9                    |
| Жінки    | 67      | 13                 | 35               | 19                   |
| Разом    | 138     | 32                 | 78               | 28                   |